# بالاکندی
بالاکندی (به لاتین: Baliakandi) یک منطقهٔ مسکونی در بنگلادش است که در بالیاکندی واقع شده‌است.